# Das Hausgesinde
Das Hausgesinde ist ein Dialogtext (ATU 1940). Er steht in den Kinder- und Hausmärchen der Brüder Grimm an Stelle 140 (KHM 140) auf Plattdeutsch und stammt anscheinend aus Johannes Boltes Alle Arten von Scherz- und Pfänderspielen.

## Inhalt

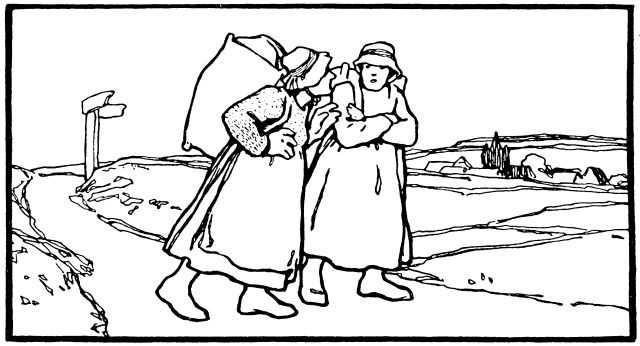
Illustration von Otto Ubbelohde, 1909

Eines fragt das andere nach Zielort, Mann, Kind, Wiege, Knecht, nennt auf jede Antwort („Walpe“, „Cham“, „Grind“, „Hippodeige“, „Machmirsrecht“) dasselbe für sich, zählt alle Namen rückwärts auf und stellt fest, dass sie zusammen gehen: „sam, sam, goh wie dann.“

## Herkunft
Der Dialog steht in Grimms Märchen ab dem zweiten Teil der 1. Auflage von 1815 (da Nr. 54) an Stelle 140, bei anderen kurzen Dialekttexten. Die Brüder Grimm erhielten ihn 1812 von Familie von Haxthausen, die Handschrift ist erhalten. Er entspricht fast genau einem Frage-Spiel in Johannes Boltes Alle Arten von Scherz- und Pfänderspielen (1750). Das in Grimms Anmerkung so genannte alte Märchen ist also ein Frage-Antwort-Spiel, es war im 18. Jahrhundert auch als Volkslied bekannt. Man denke an Spiele wie Kofferpacken.
Grimms Anmerkung nennt es auch ein „Gespräch mit dem Widerhall“, verortet es „aus dem Paderbörnischen“ (von Familie von Haxthausen) und vergleicht eigentümliche Benennungen von Dingen und Menschen in Edda, „Gothreks Sage“, „Vidrich im Lied von Riese Langbein Str. 8. 19. 20“ und ein altdeutsches „Gedicht vom Hausrath“. Sie zitieren eine Rede in Musäus’ Märchen Melechsala, die er aus einem Volkspilgerlied habe: „aus welcher Gegend kommt ihr?“ „Von Sonnenaufgang“. „Wohin gedenkt ihr?“ „Nach Sonnenniedergang“. „In welches Reich?“ „In die Heimath“. „Wo ist die?“ „Hundert Meilen ins Land hinein“. „Wie heißest du?“ „Springinsfeld grüßt mich die Welt, Ehrenwerth heißt mein Schwert, Zeitvertreib nennt sich mein Weib, Spätestagt ruft sie die Magd, Schlechtundrecht nennt sich der Knecht, Sausewind tauft ich mein Kind, Knochenfaul schalt in den Gaul, Sporenklang heißt sein Gang, Höllenschlund lock ich den Hund, Wettermann kräht (heißt) mein Hahn, Hupfinsstroh heißt mein Floh. Nun kennst du mich mit Weib und Kind und allem meinem Hausgesind“. Weiter zitieren sie Kinderlieder bei F. Pocci und Karl von Raumer „S. 10. 11“ und Pröhles Märchen für die Jugend Nr. 57, sowie kürzer Schützes „holstein. Idiotikon (2, 117 und 4, 156)“, Kinderlieder im Anhang zum Wunderhorn „S. 41–43“, Heinrich Stillings Jugend mit dem Vers „Gerberli hieß mein Hüneli“, ein holländisches Volkslied, nennen Schottkys österreichische Lieder „S. 40“, Tannhauser, eine Redensart „Sparebrot (Vater) ist tod, Schmalhans heißt der Küchenmeister“, die Namen in KHM 131 Die schöne Katrinelje und Pif Paf Poltrie und mehr.
Man fand genannte „vielerlei Abweichungen“ schon in verschiedenen Haxthausenschen Schriften. Sagenhafte Pferdenamen vergleicht auch die Anmerkung zu KHM 89 Die Gänsemagd. „Springinsfeld“ und „Langbein“ heißt es dann in KHM 107 Die beiden Wanderer. Im Übrigen darf man sich wohl an Wilhelm Grimms Aussage erinnern, „… so gut gehört auch alles, was wahrhaftig da ist, in unsere Sammlung und es könnte sich einmal ausweisen, daß gerade das verachtete bedeutend und wichtig wäre.“ Hans-Jörg Uther glaubt, die Vorliebe für solche Kindergeschichten blieb Grimms von ihrer Mitarbeit an Des Knaben Wunderhorn.
Grimms Text führte zur Anlage von Erzähltyp AaTh 1940, dem verschiedene Kettenmärchen, Sprechübungen, Kinderspiele und Lieder mit sonderbaren, symbolischen, lautmalerischen oder unsinnigen Namen zugeordnet wurden, in Schwänken wird jemand damit getäuscht. Vgl. KHM 30 Läuschen und Flöhchen, KHM 55 Rumpelstilzchen, KHM 131 Die schöne Katrinelje und Pif Paf Poltrie, KHM 72a Das Birnli will nit fallen; Polyphems Täuschung in der Odyssee.